# Rapport från en skurhink
Rapport från en skurhink är Maja Ekelöfs enda roman, utgiven 1970. Bokens manus inskickades av författaren till en romantävling utlyst av förlaget Rabén & Sjögren, där den vann förstapris. Rapport från en skurhink väckte omedelbart uppseende bland läsarna och blev en storsäljare. Boken finns översatt till danska, norska, finska och persiska.
Boken är till stor del baserad på Ekelöfs dagboksanteckningar från senare delen av 1960-talet. Den är en av titlarna i boken Tusen svenska klassiker (2009).

## Synopsis

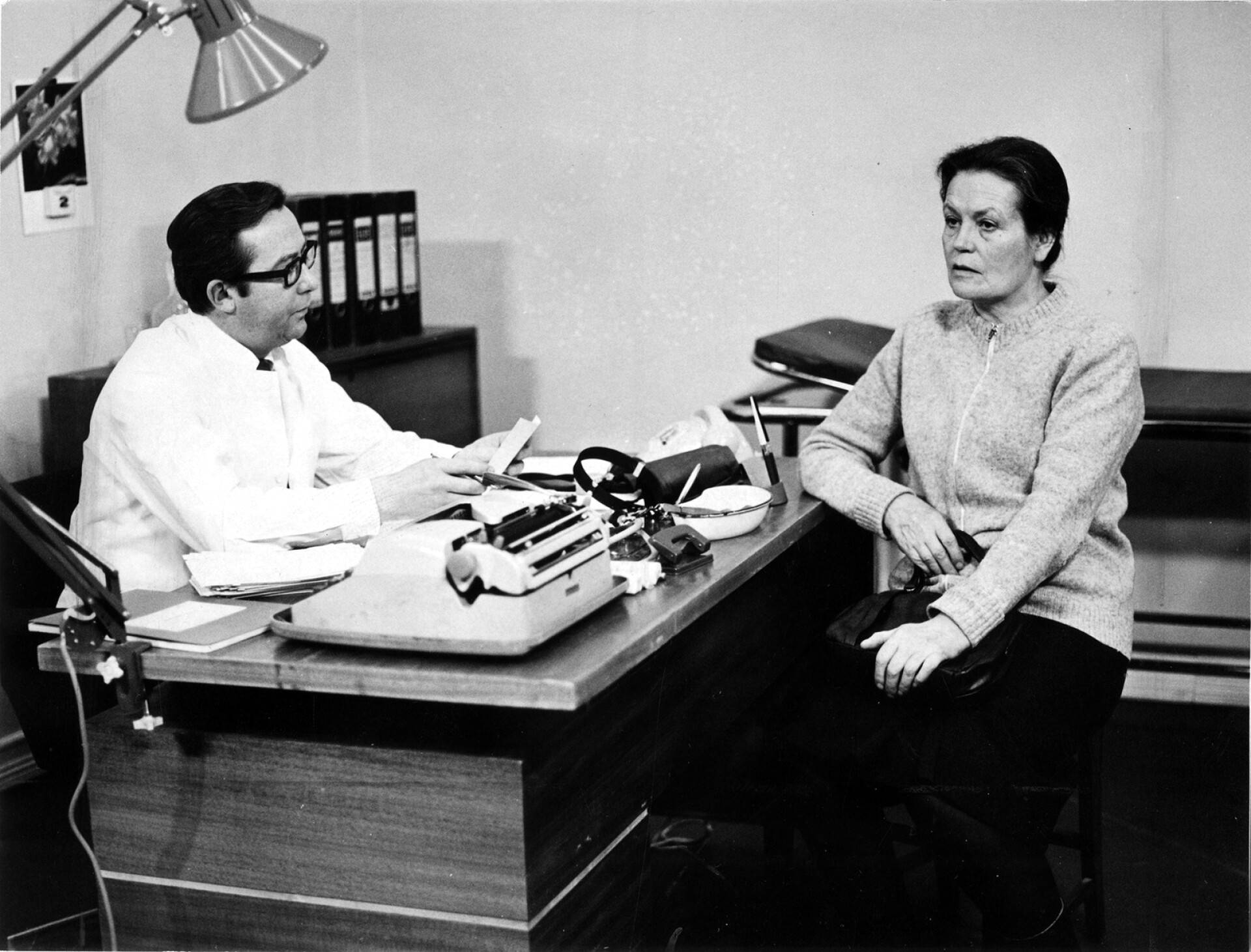
Irma Seikkula i Siivoojan raportti 1971 i den finländska TV-teaterns uppsättning.

Maja är en ensamstående, lågavlönad fembarnsmor med barnen på väg ut i vuxenlivet. Om dagarna arbetar hon som städerska, men privat är hon mest intresserad av litteratur. Bland favoriterna finns arbetarförfattarna, Jan Myrdal, Albert Camus och många, många andra. Hon har ett brinnande bildningsintresse och läser samhällskunskap och svenska på Karlskoga folkhögskola. Boken inleds med en kort tillbakablick med glimtar ur Majas förflutna och är därefter skriven i dagboksform, med tillfälliga avbrott för reflektioner kring ett visst ämne. Den omfattar perioden 1965–1969, vilket innebär att många utläggningar om världsläget avhandlar exempelvis sexdagarskriget, situationen i Biafra, det kalla kriget samt det egna och sönernas engagemang i 68-vänstern. Boken avslutas med månlandningen 1969.

## Mottagande
Litteraturkritikern och författaren Karl Vennberg skrev i Aftonbladet att Rapport från en skurhink gav "den hittills klaraste och ovedersägligaste bilden av svensk låglönevardag under 60-talet".

### Fotnoter
1. ↑  hämtat från: svenskspråkiga Wikipedia.[källa från Wikidata]
2. 1 2  ”Rapport från en skurhink”. Norstedts. Arkiverad från originalet den 26 december 2010. https://web.archive.org/web/20101226034622/http://www.norstedts.se/bocker/utgiven/2010/Var/ekelof_maja-rapport_fran_en_skurhink-haftad/. Läst 24 mars 2011.
3. ↑  ”Rapport från en skurhink”. Libris.kb.se. http://libris.kb.se/hitlist?q=Maja+Ekel%C3%B6f+Rapport+fr%C3%A5n+en+skurhink&r=&f=simp&t=v&s=r&g=l&m=10. Läst 24 mars 2011.
4. ↑  https://libris.kb.se/bib/zb6v4q07wttbtzfd
5. ↑  Gradvall et al (2009), #282